# Un americano a Roma
Un americano a Roma è un film comico del 1954, diretto da Steno ed interpretato da Alberto Sordi.
Tra le più celebri ed iconiche commedie sostenute da Sordi nel corso della sua pluridecennale carriera, il film avanzava una penetrante satira di costume dell'Italia del secondo dopoguerra preda del mito esterofilo dell'America, agognata e fantasticata terra dalle mille opportunità, di cui però la stragrande maggioranza degli italiani dell'epoca conosceva usi e costumi soltanto attraverso il cinema, i fumetti e le riviste. 
Il personaggio di Nando Mericoni, protagonista della pellicola, nasceva in realtà come uno dei vari personaggi della commedia ad episodi Un giorno in pretura (1953), diretto dallo stesso Steno e scritto da quasi gli stessi sceneggiatori del film (tra i quali lo stesso Sordi).
Il film è stato poi selezionato tra i 100 film italiani da salvare.

## Trama
Italia, 1954. L'immagine di grandezza ed opulenza, portata dall'arrivo delle truppe statunitensi dieci anni prima durante la seconda guerra mondiale, nel 1944, è ancora viva nella mente di molti giovani italiani. Uno di questi è Ferdinando Mericoni, conosciuto come Nando, ma autosoprannominatosi Santi Bailor, eterno sognatore ad occhi aperti, conoscitore del mondo americano attraverso il cinema statunitense di cui è fervente cultore. Convinto di un futuro al di là dell'Atlantico, Nando trasferisce la sua fissazione a Roma, americanizzando la propria vita a suon d'imitazioni di ogni genere e tentando di ricreare un'ambientazione hollywoodiana nella sua camera, coinvolgendo nelle sue bizzarrie molti malcapitati, in particolare i genitori, ormai disperati, e la fidanzata Elvira, che lo ama nonostante tutto, probabilmente divertita dal suo modo di fare.
Nando gira con un bracciale di cuoio borchiato, cinturone da cowboy, maglietta bianca attillata dentro i jeans a tubo e berretto da baseball, chiama in palese pseudo-inglese i suoi familiari (Elvy, papi, mami) ma soprattutto vive ogni situazione quotidiana come se fosse la scena di un film americano di cui lui è il protagonista. Nando è peraltro convinto di essere padrone della lingua inglese, che invece ignora completamente: nella sua parlata si mescolano espressioni in romanesco ed inglese approssimativo  (come "Polizia der Kansas City" e "orrait orrait", deformazione di all right, all right), oppure completamente inventate ("auanagana").

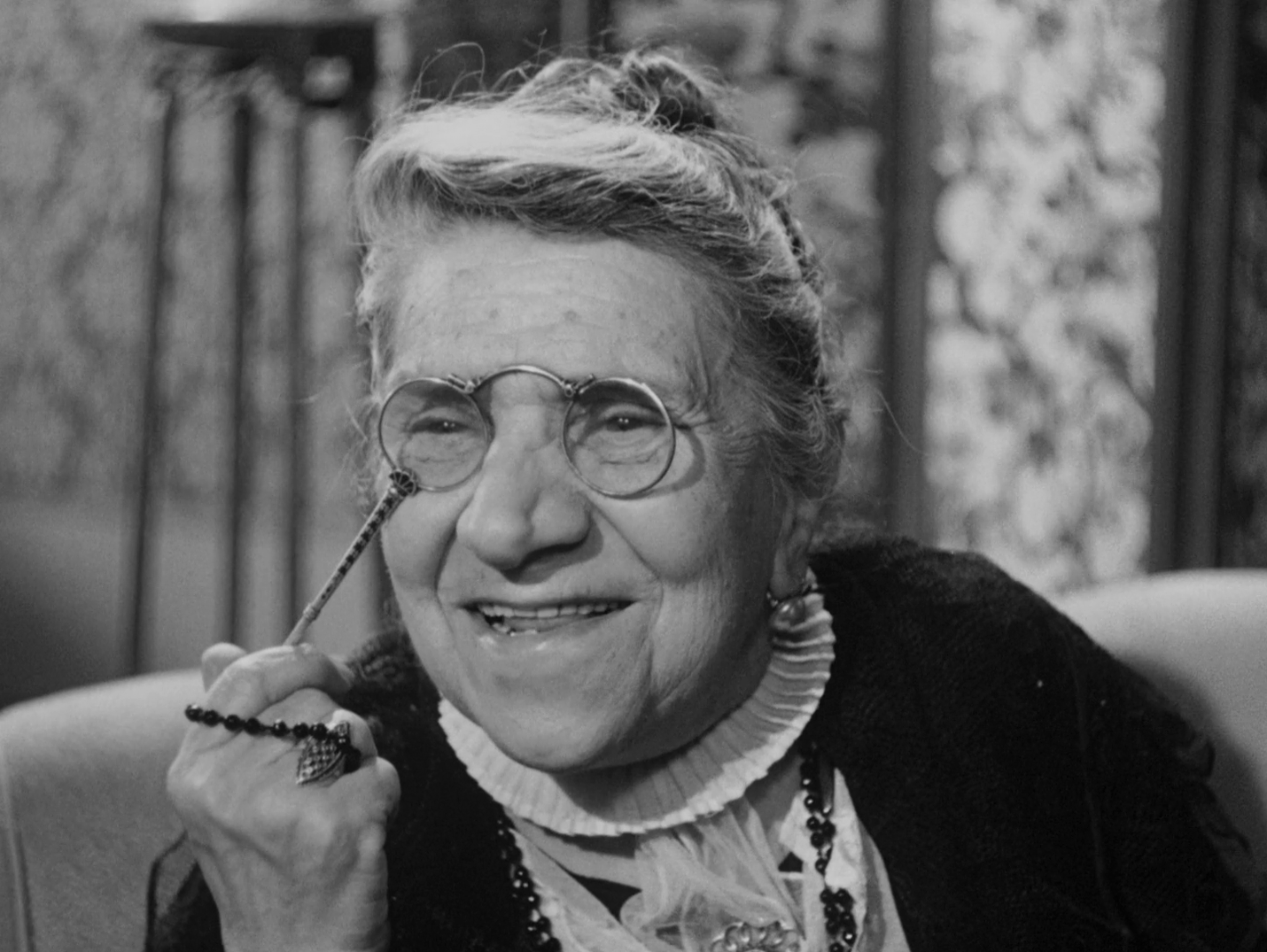
Amalia Pellegrini in una scena del film

Dopo varie disavventure - raccontate in retrospettiva dai personaggi a lui vicini - che puntualmente lo frustrano nei suoi intenti, ricorre ad un gesto estremo prendendo spunto da un celebre film dell'epoca, 14ª ora di Henry Hathaway. Così decide di salire sul Colosseo, minacciando di uccidersi se qualcuno non l'aiuterà a partire per l'America. Dopo ore interminabili in cima al monumento, per Nando sembra concretizzarsi il sogno quando fa la sua comparsa l'ambasciatore americano, che per farlo scendere gli promette un viaggio ed un lavoro negli Stati Uniti. Ma l'ambasciatore è proprio una delle sue "vittime": si era infatti rotto una gamba dopo essere finito con la sua automobile in un burrone per un'indicazione mal capita, dopo che Nando gli aveva indicato di "Nun annà a destra perché c'è er burone d'aa Maranella, orrait? orrait!", gesticolando in modo tale da far confondere "orrait" con "right" (destra). Quando finalmente Nando scende, l'ambasciatore lo riconosce e lo aggredisce furiosamente, per vendicarsi dell'incidente. Per Nando ricoverato in ospedale è la fine del sogno, ma in cuor suo resta un irriducibile americano a Roma.

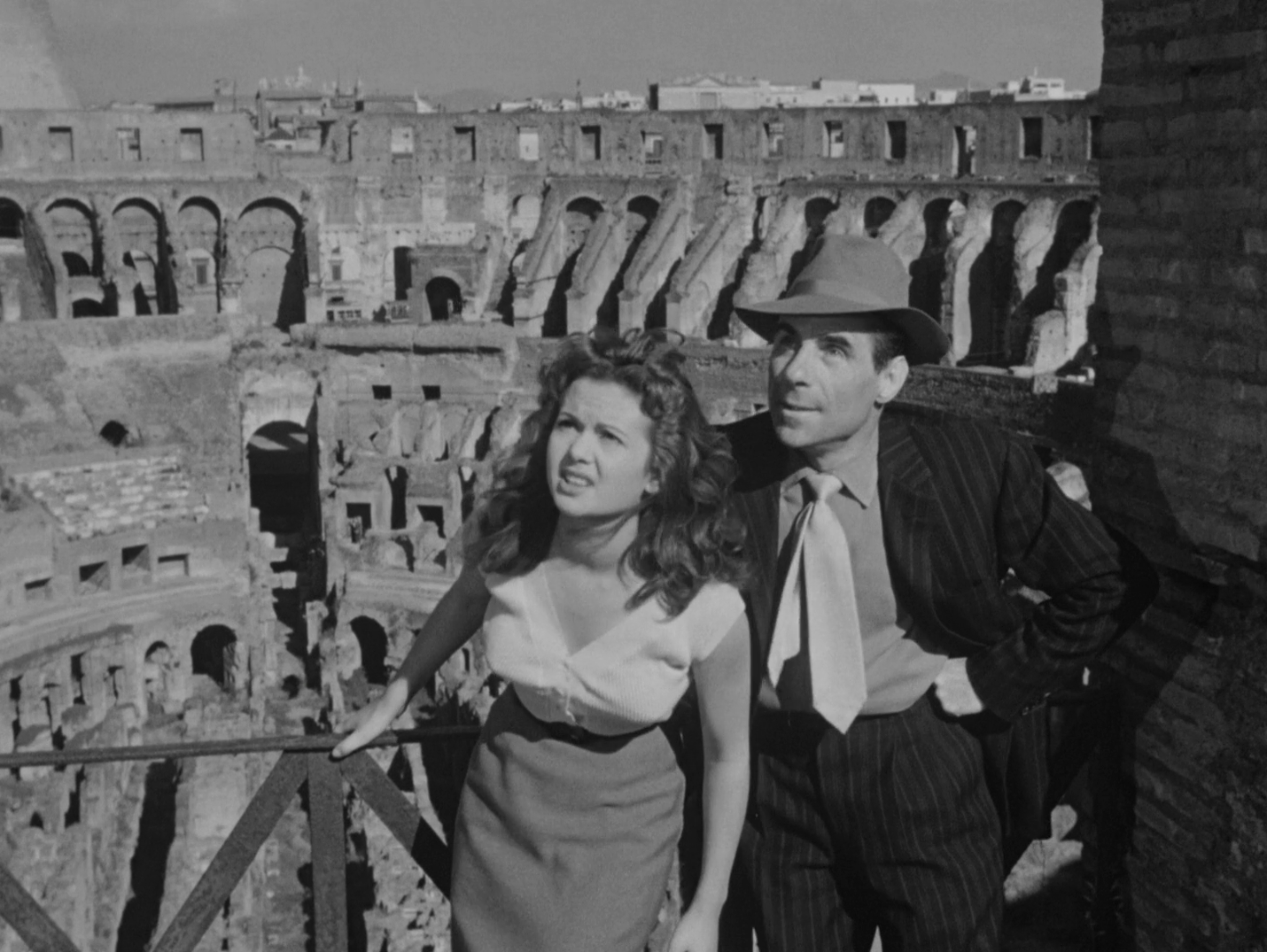
Una scena del film, ambientata evidentemente al Colosseo

## Produzione

### Riprese
Le riprese del film si svolsero a Roma, ma all'aperto e non negli Studi di Cinecittà; tra le location principali vi sono:
- Ghetto di Roma;
- Centro storico di Roma, in particolare al Colosseo e nei Fori Imperiali.

## Il protagonista Ferdinando Mericoni
Il personaggio di Ferdinando Nando Mericoni, inventato dall'aiuto regista Lucio Fulci, viene ripreso dopo l'inaspettato successo del film Un giorno in pretura. Mericoni torna nel 1975 nel film a episodi Di che segno sei?, qui una scapestrata guardia del corpo di un istituto di vigilanza milanese.
Il bulletto di Trastevere, estremamente esterofilo e americanista, aveva detto nella prima apparizione di essere orfano, e di esser stato allevato da una "zia Costanza", informazione contraddetta dalla trama di Un americano a Roma, dove questa zia non compare e al contrario Nando vive con i due, vivi, genitori. In Di che segno sei? un Nando ormai invecchiato e abbrutito si fa chiamare "Gorilla K2" ed è bodyguard di un commendatore milanese (interpretato da Ugo Bologna). Da segnalare una particolarità del personaggio, il cognome: nel primo film viene chiamato Meniconi, Mericoni e anche Moriconi, nel secondo sempre Mericoni (tranne quando il padre Augusto viene chiamato, verso la fine del film, signor Moriconi), mentre nel film degli anni settanta è definitivamente ribattezzato Moriconi.

## Promozione
La realizzazione dei manifesti e delle locandine, per l'Italia, fu affidata al pittore cartellonista Sandro Symeoni.

## Distribuzione
Il film uscì per la prima volta nelle sale cinematografiche italiane il 10 dicembre del 1954, mentre negli Stati Uniti solo dal 20 novembre 1985, nella prima del film al Carnegie Hall di New York.

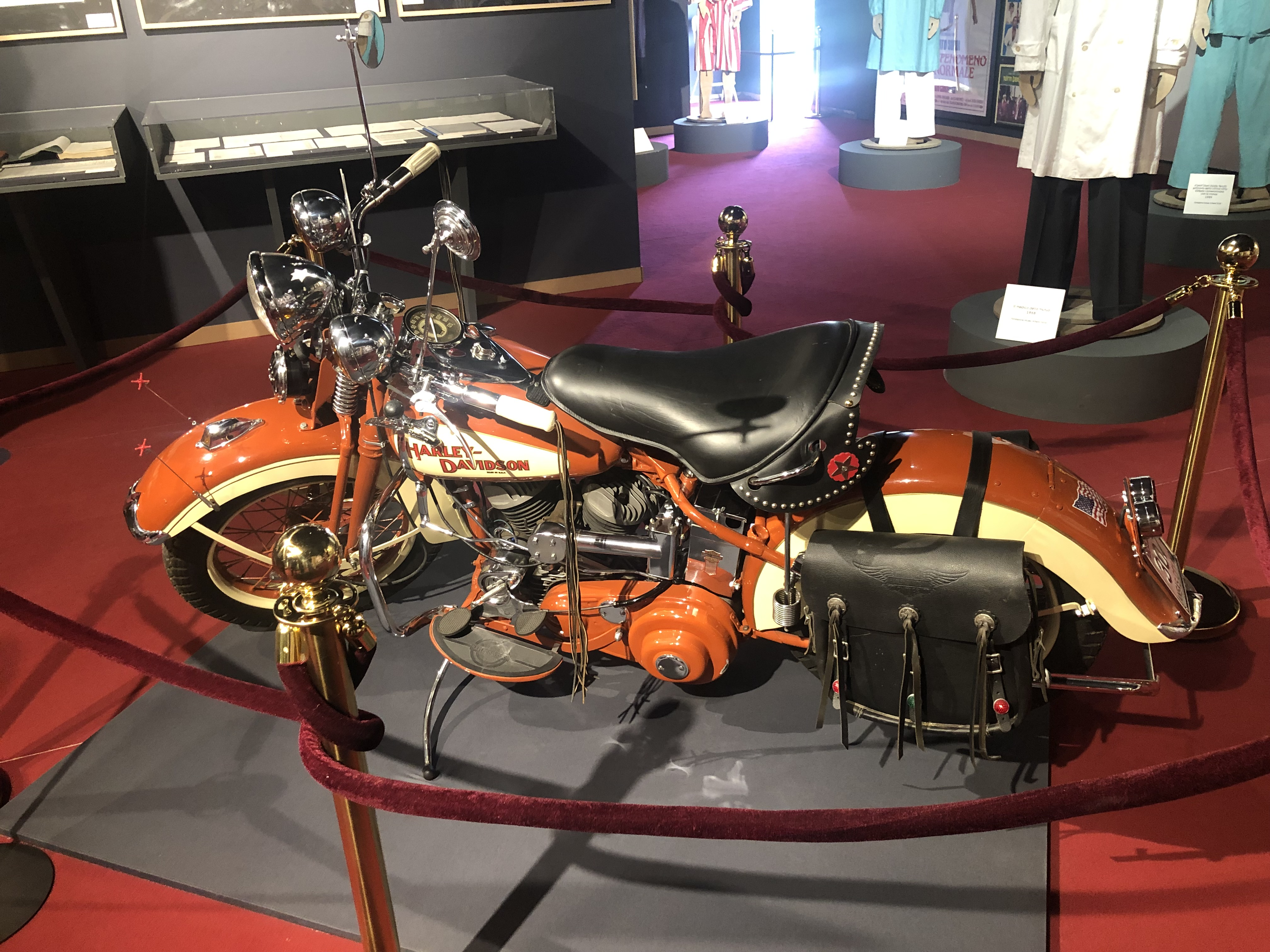
La celebre moto utilizzata in una scena, l'Harley Davidson 750cc WLA del 1942

## Curiosità
- Nel film appare in un piccolo ruolo anche una giovanissima e ancora sconosciuta Ursula Andress;[8]
- Nel film appare l'aiuto regista Lucio Fulci, ideatore del personaggio e presente nella scena del party in casa di americani;
- I personaggi nella scena dei tetti di via Margutta alludono al presentatore Mike Bongiorno - qui "Fred Buonanotte", interpretato da Galeazzo Benti - e alla coppia Roberto Rossellini interpretato da Ignazio Leone con il nome di Verdolini e Ingrid Bergman interpretata da una giovanissima Ursula Andress con il nome di Astrid Sjostrom;
- Nella scena del burrone della Maranella vi è un esplicito riferimento al film L'asso nella manica di Billy Wilder; anche il musical Un americano a Parigi con Gene Kelly viene più volte citato da Mericoni.
- In una foto scattata sul set, Sordi ha seduti in braccio due ragazzini, ovvero Enrico e Carlo Vanzina, figli di Steno, i quali diventeranno rispettivamente sceneggiatore e regista.[9]

## Nella cultura di massa
- La celebre scena degli spaghetti si rivede nel film Borotalco, in casa dei futuri suoceri del protagonista Carlo Verdone.

## Restauro
- Ripley’s film, Centro Sperimentale di Cinematografia-Cineteca Nazionale e Marzi, in collaborazione con Sky Cinema (2008)[10]